# 食卓につく4人
『食卓につく4人』 (しょくたくにつくよにん、仏: Quatre figures à table、英: Four Figures at Table) は、17世紀のフランスの画家ル・ナン兄弟が1643年ごろ、キャンバス上に油彩で制作した風俗画である。兄弟が描いた多くの「農民の食事」を表す絵画の1つであるが、絵画が何を意味するのかはいくぶん謎めいている。1924年にヒンドリー・スミス (Hidley Smith) に寄贈されて以来、ロンドンのナショナル・ギャラリー に所蔵されている。

## 作品
ル・ナン兄弟は、初めは肖像画、大構図の神話画や寓意画、祭壇画 (多くはフランス革命中に失われた) で名声を築き、その後もこの種の絵画の注文を受けていたが、今では主に小さくて心を打つ「庶民の生活情景」、特に農民を描いた作品で知られる。
画面は、農婦と年若い少女、2人の子供たちが装飾のない壁の部屋で食卓を囲んでいる姿を表している。農婦と少女はまっすぐに鑑賞者を見つめているが、眉間に寄せられた皺、すぼめられた唇、緊張した眼差しは憂鬱、または絶望の感覚を生んでいる。男の子はパンを切るのに夢中で、満足そうに微笑んでおり、その帽子は斜めに傾いている。なお、彼の服のカラーは1640年代に流行していたもので、この絵画が1643年ごろ (ル・ナン兄弟がパリで画家として確立した時期) の作品であることを特定するのに役立っている。背景の陰からは小さな女の子が幽霊のように現れ、両手を組み合わせている。その眼差しはまっすぐで、不安を呼び起こす。
左側から差し込む強烈な光が部屋の静けさと暗さを強調し、農婦とパリっとしたリネンのテーブルクロスを最も強く照らしている。その光で無地の陶器の水差しと皿が浮かび上がり、それらはかろうじてテーブルの端に載っているように見える。農婦は、下のテーブルクロスが滑り落ちないように手で押さえている。家族は貧しいが、尊厳を持っている。服は質素であるものの、みすぼらしいわけではなく、破れてもいない。
本作が何を意味するのかは謎である。人生の3世代を表しているとの提唱がなされているが、人物たちの態度にはこの解釈を裏づけるだけの十分な相違があるようには思えない。3世代というより2世代だけが示されているのかもしれないのである。絵画はまた、「食前の祈り」とも呼ばれてきたが、両手を組み合わせている小さな女の子が本当に祈っているのかどうかははっきりとしない。寓意的な解釈は必要でもなく、説得力もないように思われる。この絵画は、人間に共通の運命、威厳をもって担われた運命について鑑賞者に直接訴えかけてくるのである。
1978年に洗浄・修復を受けた際、X線画像で本作が髭を生やした男の肖像 (完成作、または完成作に近い作品) の上に描かれていることが判明した。農婦の頭部の上に見られる描き直しは、実際には下に描かれていた男の襞飾のある袖である。